# Years and Years (série télévisée)
Pour l’article homonyme, voir Years and Years.
Years and Years ou Année après année au Québec est une mini-série dramatique britannique en six parties d'environ 59 minutes chacune créée et écrite par Russell T Davies, diffusée du 14 mai 2019 au 18 juin 2019 sur BBC One et aux États-Unis du 24 juin au 29 juillet 2019 sur HBO.
En France, la série est retransmise à partir du 15 mai 2019 sur Canal+ Séries, au Québec à partir du 14 juillet 2019 sur Super Écran et en Belgique à partir du 7 septembre 2019 sur Be Séries.
La série suit à partir de l'année 2019 et pendant les quinze années suivantes, les membres de la famille Lyons, de Manchester, dont la vie est bouleversée par le contexte politique et économique instable et les nouvelles technologies qui se développent. La série suit pendant cette même période l'ascension d'une nouvelle venue en politique, Vivienne Rook.
La bande originale a été composée par Murray Gold.

## Synopsis
L'intrigue commence en Grande-Bretagne en 2019. On suit la vie des membres d'une famille de Manchester, les Lyons. Après un Brexit dur, on voit l'évolution de la situation politique et économique jusqu'aux années 2030 dans son sixième et ultime volet.

## Distribution

### Acteurs principaux
- Russell Tovey (VF : Damien Ferrette) : Daniel Lyons
- Rory Kinnear (VF : Xavier Fagnon) : Stephen Lyons
- T'Nia Miller (VF : Virginie Emane) : Celeste Bisme-Lyons
- Ruth Madeley (VF : Angèle Humeau) : Rosie Lyons
- Anne Reid (VF : Michèle André) : Muriel Deacon
- Jessica Hynes (VF : Julie Dumas) : Edith Lyons
- Emma Thompson (VF : Frédérique Tirmont) : Vivienne Rook

### Acteurs secondaires
- Lara Amanda Guimaraes Norton & Lydia West (VF : Kelly Marot) : Bethany Bisme-Lyons
- Marilyn Lucas-Thorpe & Jade Alleyne (en) : Ruby Bisme-Lyons
- Callum Woolford & Adam Little : Lee Lyons
- Aaron Ansari & Aiden Li : Lincoln Lyons
- Max Baldry (VF : Alexandre Guansé) : Viktor Goraya
- Sharon Duncan-Brewster : Fran Baxter
- Dino Fetscher (en) (VF : Eilias Changuel) : Ralph Cousins
- Zita Sattar : Yvonne Bukhari
- Rachel Logan : Elaine Parris
- George Bukhari : Jonjo Aleef
- Glen McReady : Signor (voix)

 Source et légende : version française (VF) sur RS Doublage

## Production
En juin 2018, la BBC annonce que Russell T Davies aimerait écrire une série nommée Years and Years et que cette dernière serait un drame qui raconterait l'histoire d'une famille durant quinze années consécutives mélangeant conflits politiques et économiques ainsi que la découverte et création de nouvelles technologies qui vont bouleverser le monde d'une manière ou d'une autre,,.
En octobre 2018, il est annoncé qu'Emma Thompson allait rejoindre la distribution de la série dans le rôle d'une certaine Vivienne Rook aux côtés de Rory Kinnear, Russell Tovey, Jessica Hynes, Ruth Madeley et Anne Reid.
Le tournage a lieu à Manchester.

## Épisodes
Les épisodes, sans titre, sont numérotés de un à six.
| No | Épisode   | Dirigé par         | Écrit par        | Date de la diffusion (UK) | UK spectateurs (millions) |
| --- | --------- | ------------------ | ---------------- | ------------------------- | ------------------------- |
| 1 | Épisode 1 | Simon Cellan Jones | Russell T Davies | 14 mai 2019               | 4.26                      |
| Le 14 mai 2019, la femme d'affaires Vivienne «Viv» Rook (Emma Thompson) suscite la controverse en disant qu'elle «s'en fout» du conflit israélo-palestinien lors d'un talk-show en soirée. Pendant ce temps, Rosie Lyons (Ruth Madeley) donne naissance à un fils, Lincoln. Daniel Lyons (Russell Tovey), son frère, s’inquiète de l’état du monde et de l’avenir de Lincoln. La chronologie passe à 2024; dans l'intervalle, Donald Trump remporte un deuxième mandat à la présidence, et la Chine construit une île artificielle et une base militaire nommée Hong Sha Dao dans des eaux contestées. Daniel épouse Ralph (Dino Fetscher), la reine Elizabeth meurt, Viv tente sans succès de remporter la candidature indépendante aux élections générales de 2022, et un gouvernement militaire soutenu par la Russie prend le relais en Ukraine. Daniel gère un camp de réfugiés mis en place par le conseil local ; là, il se lie avec Viktor (Maxim Baldry), qui a fui l'Ukraine après avoir été torturé en raison de son homosexualité. L'adolescente Bethany (Lydia West) dit à ses parents Stephen Lyons (Rory Kinnear) et Celeste (T'Nia Miller) qu'elle est transhumaine, ce qui suscite l'horreur et la désapprobation de sa mère. Le mariage de Daniel et Ralph commence à battre de l’aile, alors que l’attirance de Daniel pour Viktor l’éloignent chaque jour un peu plus de son mari. Viv lance un parti politique qu’elle appelle "Le Parti Quatre Étoiles" ("The Four Star Party" en anglais), les étoiles représentant les astérisques utilisés pour censurer son utilisation impétinente de la "F-bombe" à la télévision. Rosie sort avec Tony (Noel Sullivan), mais le quitte dégoûtée après avoir découvert qu'il a des relations sexuelles avec son robot domestique. Lors de la fête pour le 92e anniversaire de la grand-mère Muriel Lyons (Anne Reid), la famille reçoit un appel vidéo surprise d'Edith Lyons (Jessica Hynes), absente depuis des années. Celle-ci est au Vietnam, près de Hong Sha Dao. Alors que les sirènes des raids aériens retentissent au Royaume-Uni, la nouvelle arrive que Trump a tiré un missile nucléaire sur Hong Sha Dao. La famille perd la communication avec Edith et tous sont terrorisés par le risque d’une guerre nucléaire imminente au niveau mondial. Dans la panique, Celeste dit à Bethany qu'elle peut être ce qu'elle veut, aux ambitions transhumaines, et Daniel quitte précipitamment Ralph et sa famille pour aller rejoindre Viktor au camp de réfugiés. Ils ont des relations sexuelles pour la première fois. |           |                    |                  |                           |                           |
| 2 | Épisode 2 | Simon Cellan Jones | Russell T Davies | 21 mai 2019               | 2.30                      |
| En 2025, Edith a survécu à la frappe nucléaire de Hong Sha Dao, mais elle a été exposée à de très fortes radiations. Elle retourne vivre au Royaume-Uni et se rapproche de sa famille. Bethany, qui a calculé les schémas de rayonnement de Hong Sha Dao, se rend compte que l'espérance de vie d'Edith n’est que de dix ans, mais Edith lui demande de garder le secret. Celeste perd son emploi de comptable au profit de l'intelligence artificielle. Stephen et Celeste doivent vendre leur maison à Londres. Bethany, qui a eu 18 ans, se fait placer des implants cybernétiques dans la main, une étape pour devenir transhumaine, et obtient son premier emploi dans la fouille de données. Daniel est en train de divorcer de Ralph. Viktor et Daniel vivent en couple. Bien que Ralph fasse semblant d'accepter la séparation, il dénonce Viktor au ministère de l’intérieur pour travail au noir dans une station-service, ce qui a pour conséquence d’annuler la demande d’asile de Viktor et d’entraîner son expulsion à Kiev. Rosie et Edith assistent à un débat électoral au cours duquel Viv Rook électrise la foule de manière inattendue. À la consternation de Daniel, Rosie devient partisane de Rook. Stephen et Celeste vendent leur maison londonienne, ce qui, après le règlement de leur prêt, leur laisse un peu plus de 1,2 million de livres pour se retourner. Le produit est déposé sur un seul compte bancaire le soir de la vente. Mais la faillite soudaine d’une grosse banque d’investissement américaine déclenche une crise bancaire terrible et du jour au lendemain, ils perdent la quasi-totalité de leur argent. N'ayant nulle part où aller, Stephen, Celeste et leurs filles emménagent dans la maison de Muriel à Manchester, grande mais délabrée. Viv Rook est élue députée lors d'une élection partielle à Manchester sous les acclamations de Rosie. |           |                    |                  |                           |                           |
| 3 | Épisode 3 | Simon Cellan Jones | Russell T Davies | 28 mai 2019               | 1.29                      |
| En 2026, la crise bancaire a provoqué une récession. Viv Rook propose un test de QI national : toute personne ayant un QI inférieur à 70 devant se voir interdite de voter. En Ukraine, la police vient arrêter Viktor, mais il réussit de peu à s’échapper. L'Ukraine a maintenant criminalisé l'homosexualité, ce qui pousse Viktor à entrer illégalement en Espagne pour y demander l'asile. Il s'échappe à Madrid et Daniel lui rend visite, prévoyant de demander la citoyenneté espagnole et de l'épouser. Edith revient à l'activisme, infiltrant les bureaux d'une société liée à la dictature syrienne. Les informations qu'elle vole sont divulguées, provoquant un scandale qui cause la perte de la société. Bethany se lie d'amitié avec Lizzie, une autre adolescente «transhumaine» sur son lieu de travail. La disponibilité de plats cuisinés auto-chauffants rend le travail de Rosie superflu. Stephen travaille maintenant de nombreux emplois mal rémunérés et entame une liaison avec sa collègue Elaine. Celeste le découvre, mais ne le confronte pas. Le père des frères et sœurs Lyons décède d'une septicémie résistante aux antibiotiques après avoir été heurté par la bicyclette d'un coursier. Les frères et sœurs assistent à son enterrement "aquatique" pour soutenir Stephen, qui est le seul affecté émotionnellement. Là, ils rencontrent "Steven avec un V", le fils de leur père par sa seconde épouse. Rosie dit à Edith qu'elle a toujours cru que son père avait quitté la famille parce qu'il ne pouvait pas s'occuper d'un enfant en fauteuil roulant. Bethany et Lizzie se rendent secrètement à Liverpool pour une chirurgie cybernétique du marché noir, en utilisant 10000 £ que Stephen lui a donnés pour son 18e anniversaire. Bethany appelle sa mère hystérique ; Lizzie a reçu un faux implant oculaire défectueux, mais Bethany s'échappe indemne. Au début, Celeste est heureuse que Bethany soit en sécurité, mais plus tard, elle est furieuse que Bethany ait gaspillé de l'argent alors que la famille est en crise financière. Une élection générale donne au Parti quatre étoiles quinze sièges dans un parlement suspendu, permettant à Viv Rook de déterminer l'équilibre des pouvoirs entre un gouvernement minoritaire et l'opposition. En entendant les résultats des élections, Stephen utilise sa voiture de location pour rouler sur la bicyclette d'un autre messager dans un accès de rage frustré, sous le regard de ses frères et sœurs. |           |                    |                  |                           |                           |
| 4 | Épisode 4 | Simon Cellan Jones | Russell T Davies | 4 juin 2019               | 2.17                      |
| En 2027, le vote est rendu universellement obligatoire, le gouvernement de coalition s'effondre et une nouvelle élection générale est déclenchée. Les pays deviennent instables: la Grèce quitte l'UE, le gouvernement italien démissionne, la Hongrie déclare faillite et les États-Unis quittent les Nations unies en réponse à un nationalisme extrême. Le gouvernement espagnol est renversé par une révolution d'extrême gauche et Viktor sera bientôt expulsé. Pendant ce temps, Stephen a une mauvaise réaction à une expérience clinique rémunérée pour un médicament. Il appelle Elaine pour venir le chercher, mais la clinique appelle aussi Céleste par accident, et les trois ont une réunion difficile à son chevet. En arrivant à la maison, Celeste confronte froidement Stephen à propos de l'affaire lors d'une conférence téléphonique avec toute la famille. Muriel demande avec colère qu'il quitte sa maison et Stephen emménage avec Elaine. Rosie lance une entreprise de restauration mobile avec son nouveau petit ami, Jonjo. Edith l'avertit qu'elle se méfie de ses intentions envers les jeunes fils de Rosie et qu'elle sera vigilante. Alors que Viktor sera bientôt rapatrié en Ukraine, Daniel décide qu'il n'a d'autre choix que de le faire entrer illégalement au Royaume-Uni. Leur voyage échoue : ils ne peuvent pas se faufiler à travers la frontière et leur argent et leurs passeports sont volés alors qu'ils tentent d'acheter de faux documents. Enfin, ils essaient de naviguer dans un bateau bondé de France. À un kilométre de la côte britannique, le bateau coule. Daniel Lyons, avec la plupart des autres passagers, se noie. Viktor survit et retourne seul à l'appartement de Daniel à Manchester. La famille se précipite vers la maison, mais Viktor ne répond pas à la porte. Viv Rook devient la Première ministre. |           |                    |                  |                           |                           |
| 5 | Épisode 5 | Lisa Mulcahy       | Russell T Davies | 11 juin 2019              | 2.24                      |
| En 2028, Viv Rook promet la liberté à ses partisans mais commence à arrêter ses opposants. Des inondations catastrophiques et deux bombes sales entraînent un grand nombre de résidents déplacés au Royaume-Uni, ce qui a conduit à une nouvelle loi qui oblige les personnes disposant d'un espace supplémentaire chez elles à accueillir les victimes. Edith travaille avec les autorités de relocalisation et se méfie du fait que les pauvres deviennent «d'autrefois», un nouvel euphémisme pour «disparaître» dont elle entend parler de Viktor, qui est en détention au Royaume-Uni. Stephen rend visite à Viktor pour lui dire que, contrairement au reste de la famille, il le blâme toujours pour la mort de Daniel. Des points de contrôle sont érigés autour du quartier de Rosie à Manchester en réponse aux activités criminelles dans la région, et elle perd son permis d'exploiter sa camionnette de restauration. Bethany est équipée d'un implant cérébral qui lui permet d'interagir directement avec Internet, mais aussi d'espionner sa famille. Stephen est déprimé de ne pas avoir pu payer l'opération, ce qui laisse Bethany un travailleur virtuel sous contrat avec le gouvernement, qui l'a payée. Muriel reçoit un diagnostic de dégénérescence maculaire et utilise la dernière de ses économies pour payer 10000 £ pour une chirurgie accélérée du NHS, qui inverse la situation. Céleste s'entend mieux avec Muriel mais se hérisse d'être traitée comme une servante non rémunérée. Rosie et Jonjo se fiancent et Edith emménage avec sa nouvelle petite amie. Stephen se dégrade pour obtenir un nouvel emploi bien rémunéré en tant que oui-man à Woody, une vieille connaissance qui l'appelle son "singe". Bethany utilise ses vastes nouveaux cyber pouvoirs pour aider Edith à s'introduire dans une installation qui conserve des archives des sites "Autrefois" (Erstwhiles) et est témoin du quasi-effondrement de sa tante à la suite de la maladie des radiations. Lors d'une vente aux enchères organisée à Chequers, Stephen rencontre de manière inattendue Viv Rook, qui se révèle être un monstre fasciste habile (alors qu'elle fait également un commentaire qui laisse entendre qu'elle est contrôlée par quelqu'un derrière les rideaux). La société de Woody remporte le contrat pour maintenir deux des nouveaux camps de concentration «Autrefois», destinés à être des camps de la mort darwiniens. Stephen utilise le système informatique de l'entreprise pour envoyer Viktor au camp, que Bethany voit. Lors d'un service commémoratif à Daniel, Bethany sait seule que son père a trahi Viktor et l'a envoyé à sa mort probable. |           |                    |                  |                           |                           |
| 6 | Épisode 6 | Lisa Mulcahy       | Russell T Davies | 18 juin 2019              | 2.61                      |
| Alors que 2029 commence au milieu d'une pandémie de grippe des singes, Bethany dit à Edith, à contrecœur, craignant d’être impliquée dans des activités illégales et de perdre ses implants, que son père a envoyé Viktor au camp de la mort. Lorsque les attaques contre les journalistes se multiplient, la BBC ferme ses portes. Muriel blâme la famille et l'humanité dans son ensemble pour les divers problèmes dans le monde, affirmant que l'effet cumulatif de nombreux petits actes d'indifférence a créé l'environnement toxique dans lequel ils vivent maintenant. Stephen rompt avec Elaine, achète une arme illégale qu’il cache dans son bureau sur son lieu de travail. Viktor veut contacter la famille avec un téléphone portable de contrebande, mais les tours du camp bloquent tous les signaux. En manipulant Stephen, Celeste obtient un emploi dans l'entreprise de Woody pour essayer d'obtenir des informations sur les camps d'Autrefois. Peu de temps après, Rosie et ses voisins sont indignés lorsque son fils et ses amis sont exclus de leur complexe d'appartements après un verrouillage anticipé en raison d'un incident ailleurs. Pendant ce temps, Edith et ses amis militants prennent des mesures pour libérer Viktor et faire exploser les tours de blocage des signaux, ce qui oblige les détenus du camp à se précipiter vers les portes, tandis que des gardes armés les menacent. Dans le même temps, Stephen confronte Celeste alors qu'elle aide Edith à utiliser les ordinateurs de l'entreprise, révélant qu'il avait l'intention de diffuser des preuves incriminantes contre les camps de la mort de Viv Rook, puis de se suicider. Woody charge dans le bureau et Stephen lui tire une balle dans la jambe. Les signaux étant débloqués, Bethany et ses amis au travail ont diffusé des images du camp dans tout le pays. Rosie franchit la clôture du couvre-feu autour de son domaine avec sa camionnette de restauration, sous les acclamations de ses voisins, et cet acte de désobéissance civile est également diffusé à l'échelle nationale. Une fois le camp libéré, Edith s'effondre au sol. Plus tard, Viv Rook est accusé de meurtre lié aux sites "Autrefois", bien que l'on ne sache pas qui l'a financée et soutenue, et la BBC est rouverte. Stephen va en prison pendant trois ans pour avoir tiré sur Woody, mais en ressort avec une nouvelle vie. Bien que Stephen et Celeste ne se remettent pas ensemble, leur famille est de nouveau heureuse. Rosie et Jonjo se marient et ont un fils ensemble, nommé d'après Daniel. La chronologie passe à 2034, où il est révélé que les événements de la série étaient les récits des souvenirs d'Edith, alors qu'elle est en train de télécharger son esprit dans une nouvelle base de données à base de molécules d'eau, avec Bethany regardant depuis la maison de Muriel en tant que hologramme. Alors que le corps d'Edith meurt, elle dit aux techniciens qu'elle ne croit pas que sa conscience puisse vraiment être codée parce que l'esprit humain est plus qu'une simple information. La série se termine avec l'ensemble du clan Lyons réuni avec Muriel, ne sachant pas si la conscience d'Edith a été téléchargée dans le cloud. |           |                    |                  |                           |                           |

## Diffusion de la série
La série a été diffusée sur BBC One au Royaume-Uni, BBC First aux Pays-Bas et en Belgique, HBO aux États-Unis, au Mexique, en Pologne et en Espagne, Canal+ Séries en France et ZDF en Allemagne.
En 2020, la série a été diffusée sur M-Net en Afrique du Sud.

## Réception
"Le propos alarmiste de cette série catastrophe et familiale [...] frôle parfois la caricature mais évite le ridicule, car traité sur un mode pseudo-documentaire" (Le Monde, 2019). "Une vision très sombre, mais irriguée par la volonté de vivre et la solidarité" (Télérama). "On est beaucoup plus dans le réalisme et dans des évolutions plus directes et probables de notre société" (L'Union, 2019). "Cette virtuose série de la BBC, à mi-chemin entre l'épopée familiale et la dystopie, prend rétrospectivement des allures de prophétie", "une série qui fera date" (Le Point).